# Singapore Symphony Orchestra

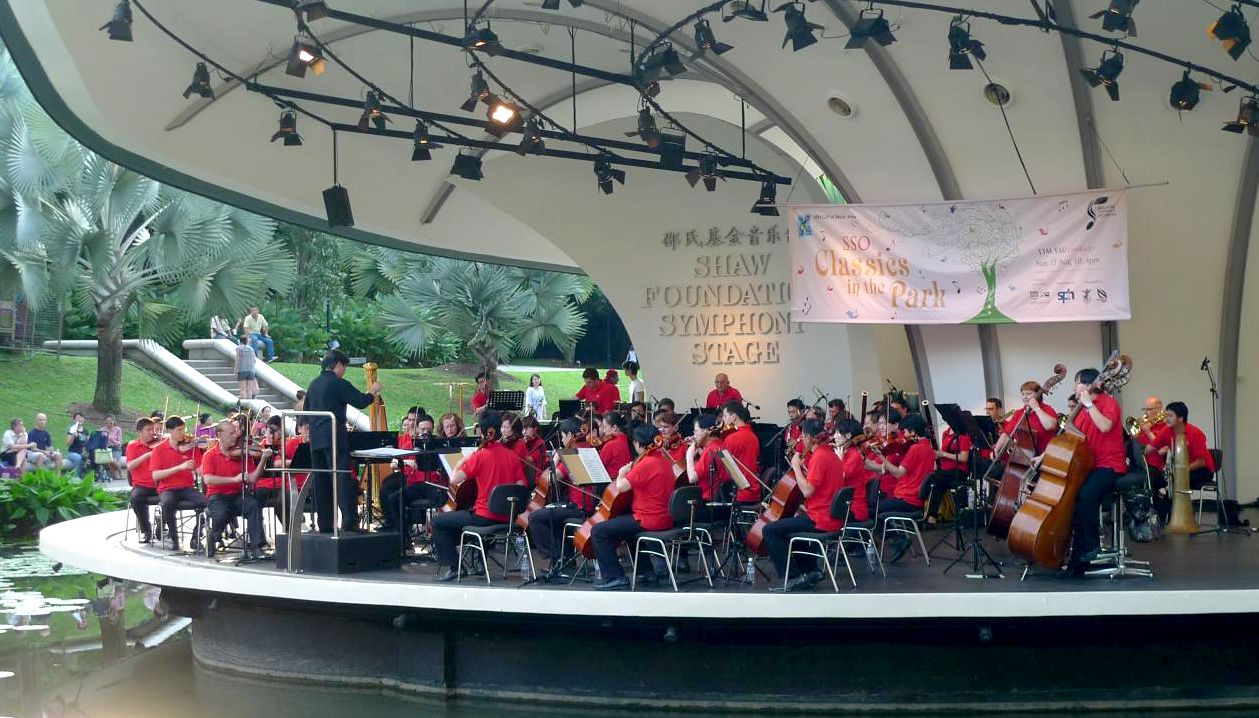
Singapore Symphony Orchestra (2010)

Das Singapore Symphony Orchestra (chinesisch 新加坡交响乐团, Pinyin-Umschrift Xīnjiāpō jiāoxiǎng yuètuán), häufig als SSO abgekürzt, ist ein Symphonieorchester mit Sitz im Stadtstaat Singapur.

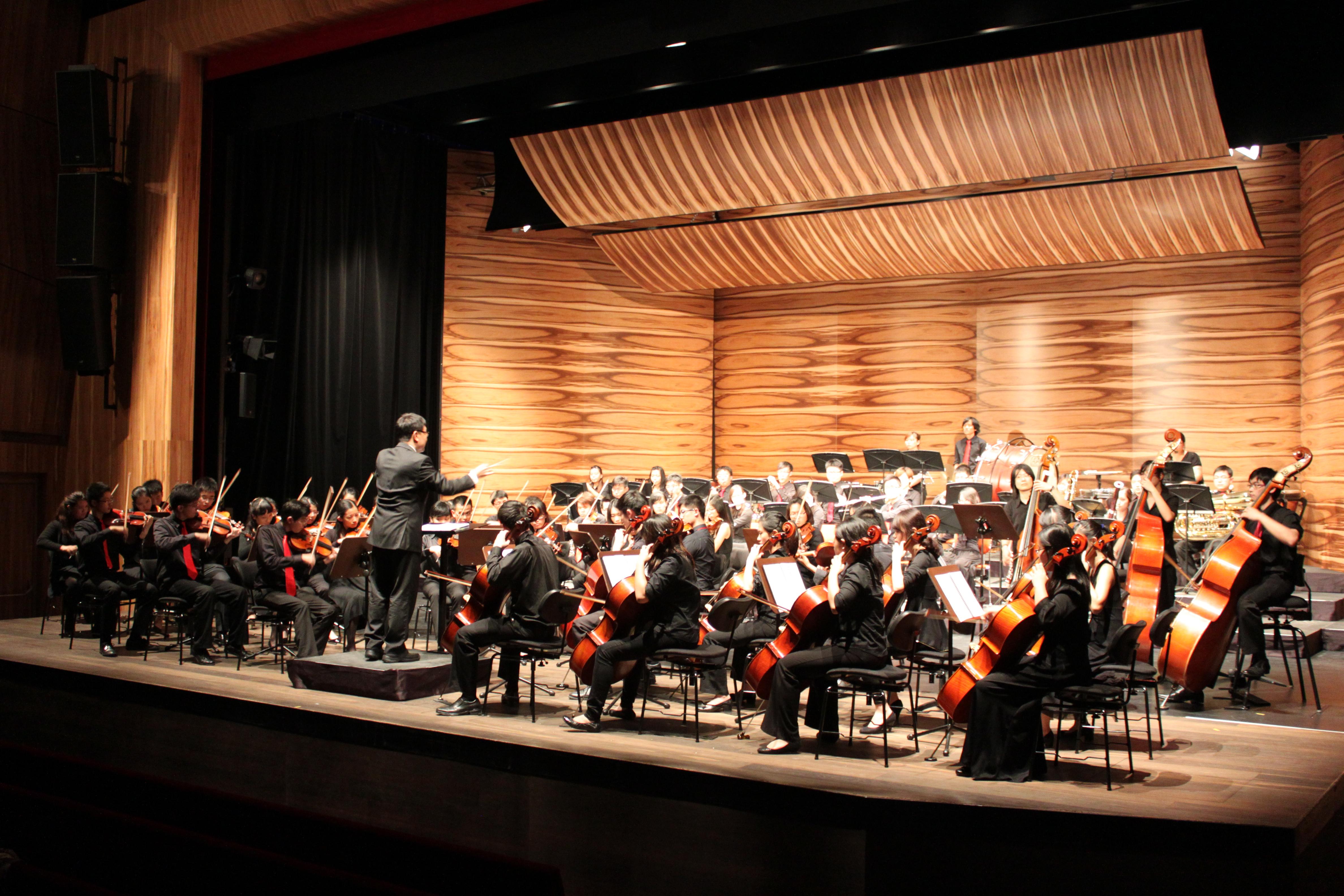
Singapore Symphony Orchestra 2013 in Wien

## Geschichte
Den Impuls zur Gründung des Orchesters gab Premierminister Goh Keng Swee im Herbst 1977. Dem in Indonesien geborenen, aber in Singapur aufgewachsenen Dirigenten Choo Hoey, der seinerzeit in Griechenland lebte, wurde angetragen, ein Symphonieorchester nach westlichen Standards aufzubauen und zu leiten. Am 24. Januar 1979 stellte sich in der Singapore Conference Hall das Orchester erstmals der Öffentlichkeit vor. Der Klangkörper umfasste seinerzeit 41 Musiker, lediglich acht von ihnen stammten aus Singapur. Um den Anteil einheimischer Musiker zu erhöhen, wurde Anfang 1980er Jahre ein Stipendienprogramm lanciert, welches jungen, begabten singapurischen Instrumentalisten ein Studium im Ausland ermöglichte. Im Gegenzug wurde eine achtjährige Verpflichtung zum Dienst im Singapore Symphony Orchestra erwartet. Auf diese Weise wurden insgesamt 55 Musiker für das Orchester rekrutiert. Im Jahre 1993 hatte sich die Zahl der Musiker mit 83 gegenüber dem Gründungsjahr schon fast verdoppelt, heute werden an die Hundert Musiker beim Orchester beschäftigt.
Einen beträchtlichen Entwicklungsschub erhielt das Orchester mit der Inbesitznahme der Victoria Memorial Hall, welche Ende der 1970er Jahre umgebaut und mit von 600 auf 900 Plätze erhöhter Kapazität am 1. Oktober 1980 unter dem Namen „Victoria Concert Hall“ wieder eröffnet wurde. Auslandsgastspiele sowie ein im Jahre 1999 abgeschlossener Plattenvertrag mit dem schwedischen Label BIS Records stellten weitere wichtige Stationen der Professionalisierung dar. Mit dem Konzertsaal im 2002 eröffneten Kulturzentrum Esplanade - Theatres of the Bay erhielt das Orchester dann zu Beginn des 21. Jahrhunderts eine Spielstätte, in welchem sich auch das großbesetzte symphonische Repertoire problemlos darstellen ließ.
Das „Community Outreach“-Programm führt das Orchester überdies regelmäßig zu Auftritten in singapurische Hochschulen sowie auf der „Shaw Foundation Symphony Stage“ genannten Konzertmuschel im Botanischen Garten.

## Organisation und Finanzierung
Das Orchester wird durch die 1978 gegründete Singapore Symphonia Company Limited verwaltet, die 1993 den Status einer „Institution of a Public Character“ verliehen bekommen hat. Sie verwaltet auch den 1980 gegründeten Singapore Symphony Chorus, den 2006 gegründeten Singapore Symphony Children’s Chorus sowie das Singapurer Büro des Associated Board of the Royal Schools of Music (ABRSM). Die Geschäfte werden durch ein Board of Directors geführt, dem ein Chairman vorsteht. Erster Chairman war von 1978 an der singapurische Generalstaatsanwalt Tan Boon Teik, derzeit hat Goh Yew Lin dieses Amt inne. Chief Executive Officer der Singapore Symphonia Company Limited ist seit Oktober 2015 Chng Hak-Peng. Im Amt vorausgegangen war ihm von 2004 bis 2015 Chng Kai Jin.
Das Orchester erhält regelmäßige Zuwendungen durch das Ministry of Information and Communication (via den National Arts Council) sowie durch das Singapore Totalisator Board. Diese Zuwendungen machen etwa 64 % der Gesamteinnahmen aus.

## Dirigenten
- Music Director
  - Lan Shui 1997–2019 (seither „Conductor Laureate“)
  - Choo Hoey 1979–1997 (seither „Conductor emeritus“)
- Chief Conductor
  - Hans Graf 2020–
- Principal Guest Conductor
  - Andrew Litton 2017–
  - Okko Kamu 1995–2017
- Associate Conductor
  - Joshua Tan 2011–
  - Jason Lai 2013–
- Young Associate Conductor
  - Darrell Ang 2008–2013
- Resident Conductor
  - Lim Yao 2001–2011

## Gastmusiker und Dirigenten
Zu den namhaftesten Gastdirigenten des Orchesters gehören Lorin Maazel, Edo de Waart, Gennadi Nikolajewitsch Roschdestwenski, Kent Nagano, Vladimir Ashkenazy und Neeme Järvi. Als Solisten konzertierten unter anderem Hilary Hahn, Evelyn Glennie, Angel Romero, Kiri Te Kanawa, Yo-Yo Ma, Gil Shaham, Bobby McFerrin, Shlomo Mintz, Josep Carreras, Fou Ts’ong, Dmitri Hvorostovsky, Lang Lang und Hélène Grimaud beim SSO.